# هيلين جوستين
هيلين جوستين (بالإنجليزية: Helen Heath)‏ هي كاتِبة وشاعرة نيوزيلندية، ولدت في 1970.